# 黄文王
黄文王（きぶみおう、きぶみのおおきみ）は、左大臣・長屋王の子。官位は従四位上・散位頭。橘奈良麻呂の乱に加担し、獄死した。

## 経歴
天平元年（729年）に発生した長屋王の変では父・長屋王とともに吉備内親王所生の異母兄弟が死罪となったが、藤原長娥子所生の黄文王らは藤原不比等の外孫であったことから死を免れる。
天平9年（737年）長屋王の変の黒幕であった藤原四兄弟が相次いで疫病により没すると、兄の安宿王とともに俄に叙位を受け、同年10月に黄文王は従五位下に叙爵される。その後も天平11年（739年）従四位下、天平12年（740年）従四位上と聖武朝中盤は順調に昇進する。以降昇進は止まり、任官記録も天平13年（741年）の散位頭しかなく、要職への登用はなされなかったと見られる。この状態の中で、天平17年（745年）頃より橘奈良麻呂が謀反の計画を進め始めるが、同調者を集める際にしばしば黄文王を天皇に立てると発言しており、また、橘奈良麻呂の乱における重い刑罰内容より、この頃より黄文王は謀反計画に参画していた、あるいは奈良麻呂と並ぶ計画の中心人物であったとする説もある。
その後、天平20年（748年）の元正上皇崩御、天平勝宝8歳（756年）の聖武上皇崩御に際しては装束司を務めている。
天平宝字元年（757年）に発生した橘奈良麻呂の乱に際し、黄文王は橘奈良麻呂により新帝候補の一人に擬せられ、奈良麻呂の意を受けて安宿王を欺して謀議に参加させるなど、謀反に積極的に加担する。しかし、密告により謀反の企ては露見して、7月4日に奈良麻呂や道祖王らと共に捕らえられ、黄文王は久奈多夫礼（くなたぶれ＝愚かな者）あるいは多夫礼（たぶれ＝誑かす者）と改名させられた後、杖で何度も打たれる拷問を受けて獄死した。
木本好信は黄文王と橘奈良麻呂の関係について、従兄弟同士（母親が共に藤原不比等の娘）という関係だけでなく、王の名前が山背国久世郡の豪族・黄文氏に由来する可能性が高く（王の養育に関与か）、同じ山背国に基盤を持ち、同国に恭仁京の建設を進めた橘諸兄父子が黄文氏及び黄文王の後ろ盾になっていた可能性があるとしている。また、黄文王が兄の安宿王と違って官職に任じられた記録は殆ど無く（散位頭と臨時職である装束司のみ）、政治的にも経済的にも恵まれていなかった状況が橘氏との関係を深める要因となった可能性を指摘している。

## 官歴
- 天平9年（737年） 10月20日：従五位下
- 天平11年（739年） 正月13日：従四位下
- 天平12年（740年） 11月21日：従四位上
- 天平13年（741年） 7月3日：散位頭
- 天平20年（748年） 4月22日：装束司（元正上皇崩御）
- 天平勝宝8歳（756年） 5月3日：装束司（聖武上皇崩御）
- 天平宝字元年（757年） 7月4日：多夫礼に改名

## 系譜
- 父：長屋王
- 母：藤原長娥子（藤原不比等の娘）
- 生母不詳の子女
  - 男子：堤王[7]